# Kes
Kes är en fiktiv rollfigur i Star Treks universum, som porträtteras av Jennifer Lien i TV-serien Star Trek: Voyager. Kes tillhör släktet Ocampa.

## Biografi
Kes kommer från planeten Ocampa som ligger i deltakvadranten. Ocampierna lever under jord, men Kes drivs av sin nyfikenhet upp till ytan och blir tillfångatagen av Kazon-Ogla. Hon lyckas sedan fly till USS Voyager med hjälp av sin kärlek Neelix.
När Kes kommer i kontakt med art 8472 så växer hennes medfödda mentala krafter och under de följande dagarna utvecklar hon telekinetiska krafter och får ökad perception. Med tiden växer hennes telepatiska centrum tills hon övergår till formen av en icke-kroppslig varelse bestående av ren energi.